# Karen Putzer
Karen Putzer (* 29. September 1978 in Bozen) ist eine ehemalige italienische Skirennläuferin. Die Südtirolerin ist dreifache Juniorenweltmeisterin und gewann eine olympische sowie zwei WM-Medaillen. Ihre stärksten Disziplinen waren Super-G und Riesenslalom, in denen sie insgesamt acht Weltcuprennen gewann.

## Biografie
Karen Putzer wuchs in Welschnofen auf, wo sie heute noch lebt. Die Tochter eines Skilehrers stand mit drei Jahren erstmals auf Skiern. Sie erwies sich als großes Talent und siegte 1991 beim Trofeo Topolino. Am 23. Januar 1995 nahm als 16-Jährige erstmals an einem Weltcuprennen teil. Im darauffolgenden Jahr wurde sie in Hoch-Ybrig Riesenslalom-Juniorenweltmeisterin. Drei weitere Juniorenweltmeistertitel in Super-G, Riesenslalom und Kombination folgten 1997 in Schladming.
Am 23. Januar 1998 erreichte sie als Dritte des Super-G von Cortina d’Ampezzo erstmals einen Podestplatz in einem Weltcuprennen. Doch sowohl bei den Olympischen Winterspielen 1998 in Nagano als auch bei den Juniorenweltmeisterschaften 1998 in Megève konnte sie die Erwartungen nicht erfüllen. Der Durchbruch gelang ihr in der übernächsten Saison; am 19. Dezember 1999 gewann sie mit dem Super-G in St. Moritz ihr erstes Weltcuprennen.
Bei den Skiweltmeisterschaften 2001 in St. Anton am Arlberg gewann Karen Putzer zwei Medaillen, Silber im Riesenslalom und Bronze in der Kombination. Eine weitere Medaille kam bei den Olympischen Winterspielen 2002 in Salt Lake City für den dritten Platz im Super-G hinzu. 2002/03 hatte sie ihre beste Saison im Weltcup. Mit fünf Siegen erreichte sie den zweiten Platz in der Gesamtwertung, in der Riesenslalom-Wertung musste sie sich am Ende der Schwedin Anja Pärson um einen einzigen Punkt geschlagen geben.
Im darauffolgenden Winter konnte Karen Putzer nur zwei Rennen bestreiten. Nach einem Kreuzbandriss musste sie während der gesamten Saison 2003/04 pausieren. Im Jahr 2005 konnte sie sich mit mehreren Platzierungen unter den besten Zehn und einem Podestplatz wieder an der Weltspitze etablieren. Das beste Ergebnis der Saison 2005/06 war ein achter Platz, nach Saisonende musste sie sich einer Hüftoperation unterziehen. Im Januar 2007 gelang ihr mit dem Sieg im Riesenslalom in Cortina d’Ampezzo ein Comeback.
Im nächsten Winter musste sich Putzer nach vier Weltcuprennen aber erneut einer Hüftoperation unterziehen. In der Saison 2008/2009 blieb sie ohne Spitzenergebnis, ein neunter Platz im Riesenslalom von Maribor war ihr bestes Resultat. Wegen anhaltender gesundheitlicher Probleme verzichtete sie ab Winter 2009/10 auf Rennteilnahmen.

## Erfolge

### Olympische Spiele
- Nagano 1998: 23. Riesenslalom, 28. Super-G
- Salt Lake City 2002: 3. Super-G, 10. Riesenslalom
- Turin 2006: 14. Riesenslalom

### Weltmeisterschaften
- Vail/Beaver Creek 1999: 21. Riesenslalom, 25. Super-G
- St. Anton 2001: 2. Riesenslalom, 3. Kombination, 14. Super-G
- St. Moritz 2003: 6. Riesenslalom, 20. Abfahrt, 24. Super-G
- Santa Caterina 2005: 6. Riesenslalom, 14. Super-G
- Åre 2007: 24. Riesenslalom
- Val-d’Isère 2009: 20. Riesenslalom

### Weltcupwertungen
| Saison  | Gesamt | Gesamt | Abfahrt | Abfahrt | Super-G | Super-G | Riesenslalom | Riesenslalom | Slalom | Slalom | Kombination | Kombination |
| Saison  | Platz  | Punkte | Platz   | Punkte  | Platz   | Punkte  | Platz        | Punkte       | Platz  | Punkte | Platz       | Punkte      |
| ------- | ------ | ------ | ------- | ------- | ------- | ------- | ------------ | ------------ | ------ | ------ | ----------- | ----------- |
| 1996/97 | 52.    | 107    | –       | –       | 26.     | 53      | 25.          | 54           | –      | –      | –           | –           |
| 1997/98 | 30.    | 255    | –       | –       | 10.     | 142     | 19.          | 98           | –      | –      | 22.         | 15          |
| 1998/99 | 45.    | 198    | –       | –       | 18.     | 124     | 23.          | 74           | –      | –      | –           | –           |
| 1999/00 | 15.    | 576    | –       | –       | 13.     | 160     | 6.           | 371          | 52.    | 5      | 6.          | 40          |
| 2000/01 | 13.    | 493    | 53.     | 1       | 19.     | 111     | 4.           | 297          | 33.    | 34     | 4.          | 50          |
| 2001/02 | 11.    | 535    | 38.     | 19      | 5.      | 192     | 6.           | 324          | –      | –      | –           | –           |
| 2002/03 | 2.     | 1100   | 9.      | 143     | 3.      | 394     | 2.           | 513          | –      | –      | 4.          | 50          |
| 2003/04 | 70.    | 72     | –       | –       | –       | –       | 24.          | 72           | –      | –      | –           | –           |
| 2004/05 | 25.    | 265    | –       | –       | 35.     | 32      | 9.           | 226          | 47.    | 7      | –           | –           |
| 2005/06 | 56.    | 94     | –       | –       | 41.     | 17      | 23.          | 77           | –      | –      | –           | –           |
| 2006/07 | 42.    | 191    | –       | –       | –       | –       | 9.           | 191          | –      | –      | –           | –           |
| 2007/08 | 93.    | 25     | –       | –       | –       | –       | 28.          | 25           | –      | –      | –           | –           |
| 2008/09 | 74.    | 62     | –       | –       | –       | –       | 26.          | 62           | –      | –      | –           | –           |

### Weltcupsiege
Putzer erreichte insgesamt 16 Podestplätze, davon 8 Siege:
| Datum             | Ort               | Land       | Disziplin    |
| ----------------- | ----------------- | ---------- | ------------ |
| 19. Dezember 1999 | St. Moritz        | Schweiz    | Super-G      |
| 22. Dezember 2001 | St. Moritz        | Schweiz    | Super-G      |
| 8. Dezember 2002  | Lake Louise       | Kanada     | Super-G      |
| 12. Dezember 2002 | Val-d’Isère       | Frankreich | Riesenslalom |
| 28. Dezember 2002 | Semmering         | Österreich | Riesenslalom |
| 13. März 2003     | Lillehammer       | Norwegen   | Super-G      |
| 16. März 2003     | Lillehammer       | Norwegen   | Riesenslalom |
| 21. Januar 2007   | Cortina d’Ampezzo | Italien    | Riesenslalom |

### Juniorenweltmeisterschaften
- Voss 1995: 5. Riesenslalom, 43. Abfahrt
- Hoch-Ybrig 1996: 1. Riesenslalom, 21. Slalom
- Schladming 1997: 1. Riesenslalom, 1. Super-G, 1. Kombination, 10. Abfahrt, 18. Slalom
- Megève 1998: 4. Super-G, 5. Riesenslalom, 28. Abfahrt, 34. Slalom

### Weitere Erfolge
- Sechs italienische Meistertitel: 5× Riesenslalom (1995, 1998, 1999, 2003, 2005) und 1× Kombination (1999)
- Militär- und Polizeiweltmeisterin im Riesenslalom 2003
- Zwei Siege im Europacup, je ein Sieg im Nor-Am Cup und South American Cup
- Zwei Siege in FIS-Rennen (beide im Riesenslalom)